# Belleville-et-Châtillon-sur-Bar
Belleville-et-Châtillon-sur-Bar település Franciaországban, Ardennes megyében. Lakosainak száma 241 fő (2022. január 1.). Belleville-et-Châtillon-sur-Bar Les Petites-Armoises, Authe, Boult-aux-Bois, Brieulles-sur-Bar, Germont, Noirval, Quatre-Champs, Toges, Bairon-et-ses-Environs és Tannay-le-Mont-Dieu községekkel határos.

## Népesség
A település népességének változása:
| Lakosok száma | 389  | 340  | 327  | 322  | 279  | 270  | 272  | 260  | 244  | 241  |
|               | 1975 | 1990 | 1999 | 2008 | 2013 | 2015 | 2017 | 2019 | 2020 | 2022 |